# Gunilla Carlsson (socialdemokrat)
Gunilla Carina Carlsson, född 20 april 1966 i Härlanda församling i Göteborg, är en svensk politiker (socialdemokrat). Hon är ordinarie riksdagsledamot sedan 2002, invald för Göteborgs kommuns valkrets. Carlsson var ordförande i kulturutskottet 2012–2014 och därefter vice ordförande i utskottet till 2018. Den 26 september 2022 efterträdde hon Annelie Karlsson som gruppledare för Socialdemokraterna i riksdagen.
Carlsson var tidigare butiksanställd och fackligt aktiv i Handelsanställdas förbund. Hon har dessutom arbetat på LO och Arbetarnas bildningsförbund (ABF) i Göteborg.
Utöver uppdraget som riksdagsledamot har hon haft ett flertal styrelseuppdrag. Några exempel är ledamot i Förvaltningsstiftelsen för Sveriges Radio, Sveriges Television och Utbildningsradion, ordförande i Liseberg AB, ordförande i Folkets Hus och Parker samt ordförande för ABF Göteborg.
Carlsson har också varit aktiv i flera lokala socialdemokratiska föreningar.